# Xârâcùù
Xârâcùù (Xaracuu), melanezijsko pleme iz grupe kanaka, naseljen na istočnoj obali Nove Kaledonije. Populacija im iznosi 3,784 (1996. popis); 4,700 (2008). Jezik xârâcùù, xaracii, anesu, haraneu, kanala ili canala član je oceanijske podskupine austronezijske porodice.